# Алдама, Фредерик Луис
Фредерик Луис Альдама (англ. Frederick Luis Aldama, род. 6 марта 1969, Мехико) — американский учёный. Известен своей работой в качестве председателя кафедры гуманитарных наук имени Джейкоба и Фрэнсис Сэнгер Моссикер. Основатель и директор Latinx Pop Lab и аффилированного факультета радио-теле-кино в Техасском университете в Остине, адъюнкт-профессор и заслуженный профессор университета в Университете штата Огайо. Преподает курсы по латиноамериканским комиксам, телевидению и кино на факультетах английского языка и радио-телевидения-кино. В Университете штата Огайо он был заслуженным профессором университета, заслуженным профессором английского языка в области искусств и гуманитарных наук, заслуженным учёным университета и заслуженным преподавателем среди выпускников, а также лауреатом Премии Rodica C. Botoman за выдающееся преподавание и наставничество и Премии за наставничество и лидерство Сьюзен М. Хартманн. В Университете штата Огайо он был основателем и директором отмеченного наградами LASER/Latinx Space for Enrichment Research и основателем и содиректором Летнего института гуманитарных и когнитивных наук для старшеклассников. Альдама является создателем и куратором Планетарной республики комиксов.

## Ранняя жизнь и образование
Фредерик Луис Альдама родился в Мехико, столице Мексики. Мать — американка ирландского и гватемальского происхождения из Лос-Анджелеса. Отец — мексиканец из Мехико. Когда Фредерик был ещё ребёнком, его мать перевезла семью в Калифорнию. Он получил степень бакалавра summa cum laude по английскому языку в Калифорнийском университете в Беркли в 1992 году и получил степень доктора философии в Стэнфордском университете в 1999 году.